# Kjölur

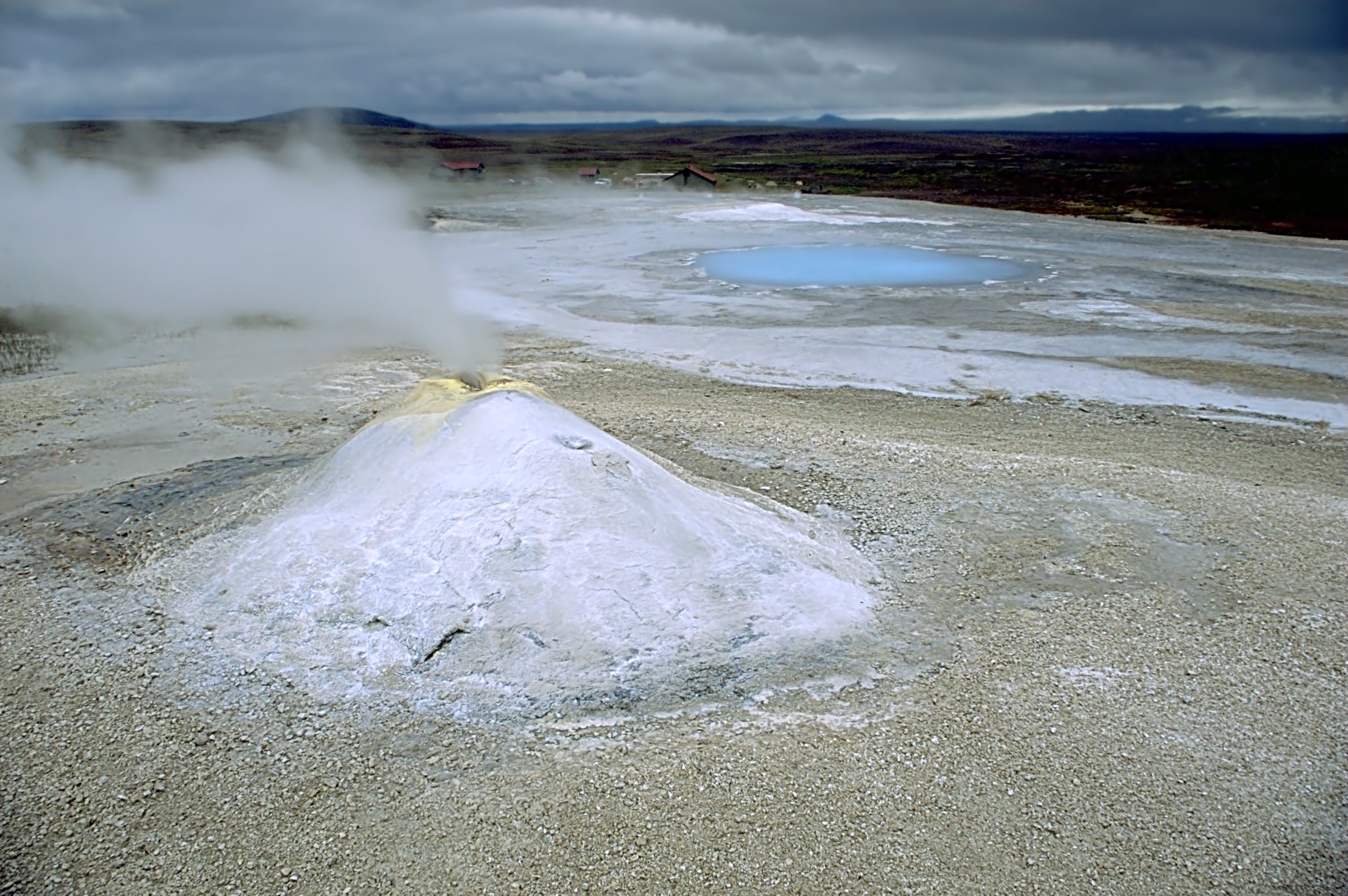
Hveravellir

De Kjölur-route is een van de drie belangrijkste bergwegen die dwars door het desolate binnenland van IJsland voert. Het is met zijn lengte van 165 kilometer de middelste van de drie. De kortste is de Kaldidalur route, de langste gaat over de Sprengisandur hoogvlakte. De Kjölur route (formeel heet hij de Kjalvegur en heeft wegnummer F35) begint (of eindigt) in het zuiden van IJsland ter hoogte van de Gullfoss waterval en eindigt 5 uur per auto later in het noorden vlak bij het Svínavatn meer ten zuiden van Blönduós. De ongeasfalteerde weg van puin, gruis en gravel voert tussen de Langjökull en Hofsjökull gletsjers door.
Net als de weg over de Sprengisandur hoogvlakte was de route zeer waarschijnlijk al bekend vlak nadat IJsland gekoloniseerd was, en de route wordt in de IJslandse saga's al genoemd. Westelijk van de weg loopt de oude Kjalvegur, een nog slechter pad dat nog steeds voor trektochten en doorkruisingen per paard gebruikt wordt. Steenhopen markeren daarbij de route door het arctische woestijnlandschap. Hoewel de weg niet de gevaarlijkste van de drie is, zijn er in het verleden dodelijke ongevallen voorgekomen, meestal ten gevolge van het feit dat het plaatselijke klimaat snel en sterk kan wisselen waarbij in het midden van de zomer sneeuwstormen kunnen ontstaan.

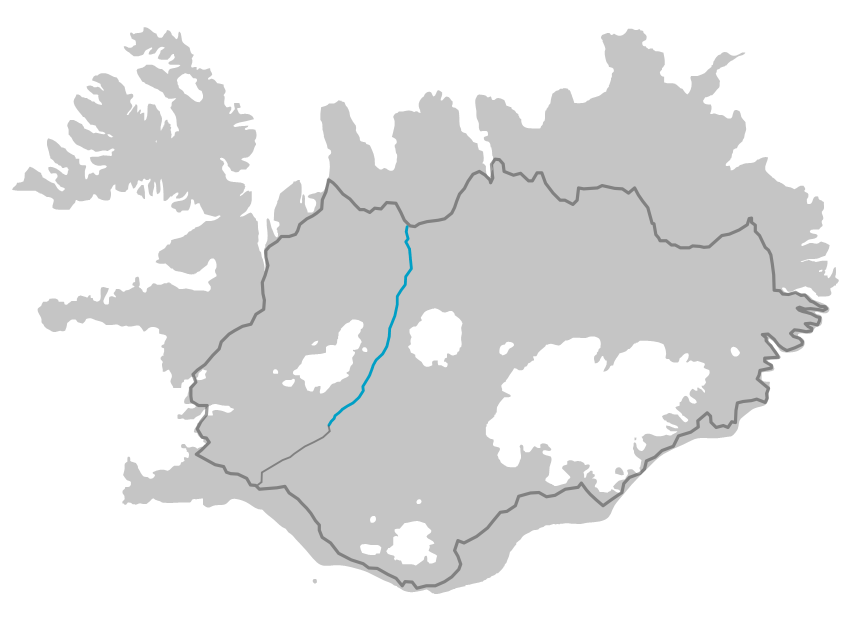
De Kjölur route (lichtblauw).

Heden ten dage wordt de route door toeristen redelijk vaak gereden omdat het gebruik van een 4-WD auto niet echt nodig is, en omdat er in het algemeen geen grote rivieren doorwaad hoeven te worden. Toch moet men oppassen omdat kleine stroompjes na hevige regenval of door smeltsneeuw plotseling tot forse rivieren kunnen aanwassen.
Ter hoogte van de noordelijke kap van de Langjökull ligt Hveravellir, een geothermaal gebied met hete poelen en warmwaterbronnen. In de 18e eeuw gebruikte de IJslandse vogelvrijverklaarde Fjalla-Eyvindur de bronnen van Hveravellir onder meer om gestolen schapen in te koken.
Niet ver van Hveravellir ligt de Kerlingarfjöll, een fraaie bergketen van vulkanische oorsprong ten zuidwesten van de Hofsjökull. Het hoogste punt daarvan, de Snækollur, ligt op 1477 meter.